# أرمنفلم
أرمينفيلم ( الروسية: Арменфильм ; الأرمنية: Արմենֆիլմ ) ، والمعروف أيضًا باسم هاي فيلم ( الأرمنية: Հայֆիլմ ) . شركة استوديو أفلام أرمينية تقع في يريفان . تأسست الشركة في 16 أبريل/نيسان 1923 كوحدة إنتاج تابعة لمنظمة السينما السوفيتية الحكومية ، وكان دانيال دزنوني أول مدير لها. 
باعت الدولة شركة أرمينفيلم لمستثمرين من القطاع الخاص عام ٢٠٠٥، مع قائمة طويلة من الشروط لتحديث معدات الاستوديو وإنتاج محتوى جديد. أُعيدت تسميتها إلى استوديوهات سي إس فيلم ، لكنها فشلت في إنتاج الأفلام الروائية الجديدة المطلوبة. في عام ٢٠١٥، قررت حكومة أرمينيا أن الإدارة الجديدة لم تستوفِ شروط البيع، وتحركت لاستعادة أصول الاستوديو. 

## تاريخ
- 1923-تم إنشاء منظمة "جوسكينو "داخل مفوضية الشعب للتعليم في أرمينيا ، وكذلك جمعية"جوسفوتوكينو".
- 1928-تم تغيير اسم الاستوديو إلى "أرمنكينو".
- 1938-تم تغيير اسم الاستوديو إلى "استوديو يريفان السينمائي".
- 1957-تم تغيير اسم الاستوديو إلى "أرمن فيلم".
- 1959-تم إعادة تخصيص قطاع الأخبار والتلفزيون إلى استوديو يريفان المستقل للأفلام الوثائقية.
- 1966-تم تسمية الاستوديو بعد حمو بكنازاريان.
- 2005-تم بيع شركة الأفلام لشركة "استوديوهات أرمينيا" (جزء من مدينة سي إس للإعلام القابضة ، والتي بدورها مملوكة لأعضاء الشتات الأرمني في الولايات المتحدة - كافيسجيان والعائلات السركيسية. التزم المالك الجديد باستثمار 66 مليون دولار في الاستوديو على مدار 10 سنوات.
- 2015-استعادت حكومة أرمينيا الاستوديو.

## أنظر أيضاً
- السينما الوطنية الأرمنية
- سينما أرمينيا